# Prey (película)
Prey (Carnada o Safari sangriento) es una película de terror del año 2007 dirigida por Darrell Roodt y protagonizada por Bridget Moynahan, Peter Weller, Carly Schroeder y Connor Dowds.

## Sinopsis
Una familia realiza un viaje a África, en el cual Tom Newman (Peter Weller) tiene como misión encontrar a Crawford. Mientras tanto su hija, Jessica, no se lleva bien con su madrastra, Amy, porque ella no se encuentra feliz con sus padres divorciados. Después, Jessica y su hermano menor David quedan estancados en la camioneta junto a Amy. Ahora los tres tendrán que mantener la paciencia hacia los leones que los rodean mientras que el Sr. Tom Newman busca a Crawford.

## Producción
La película fue inspirada y basada en la verdadera historia de Tsavo Maneaters durante la época colonial.

## Reparto
- Bridget Moynahan es Amy Newman.
- Peter Weller es Tom Newman.
- Carly Schroeder es Jessica Newman.
- Jamie Bartlett es Crawford.
- Connor Dowds es David Newman.
- Marius Roberts es Brian.
- Muso Sefatsa  es Nephew.
- Jacob Makgoba es Cazador local.